# Simonton
Simonton is een plaats (city) in de Amerikaanse staat Texas, en valt bestuurlijk gezien onder Fort Bend County.

## Demografie
Bij de volkstelling in 2000 werd het aantal inwoners vastgesteld op 718.
In 2006 is het aantal inwoners door het United States Census Bureau geschat op 885, een stijging van 167 (23,3%).

## Geografie
Volgens het United States Census Bureau beslaat de plaats een oppervlakte van
5,2 km², geheel bestaande uit land.

## Plaatsen in de nabije omgeving
De onderstaande figuur toont nabijgelegen plaatsen in een straal van 16 km rond Simonton.